# Campanula aizoon
Campanula aizoon är en klockväxtart som beskrevs av Pierre Edmond Boissier och Wilhelm von Spruner. Campanula aizoon ingår i släktet blåklockor, och familjen klockväxter.
Artens utbredningsområde är Grekland. Inga underarter finns listade i Catalogue of Life.